# Livingston (West Lothian)
Livingston er en nyere by med 76,889 indbyggere (2009) i West Lothian, Skotland. Den blev grundlagt omkring 1960 for at aflaste Glasgow, men er mere tilknyttet Edinburgh. Den er admidnastrationscenter for regionen West Lothian. Den ligger 25 km vest for Edinburgh og 50 km øst for Glasgow.
Det nye Livingston blev opkaldt efter den oprindelige landsby Livingston (nu byens centrum). Navnet Livingston stammer fra det oldengelske Leving og tun – "Levings-Toun", der senere blev ændret til Livingston.
Byen var den fjerde af Skotlands nye byer, som blev grundlagt efter 2. Verdenskrig. Projektet startede i 1965 og hovedvægten blev lagt på udvikling af elektronikindustrien. Firmaet Motorola har en stor fabrik i byen og flere grossistfirmaer er de vigtigste arbejdsgivere, sammen med det offentlige britiske sundhedsvæsen National Health Service.
Livingston er et af de største indkøbsområder i Skotland, med blandt andet et stort indkøbscenter, som blev grundlagt samtidig med byen, og udvidet i 1995. Et andet stort indkøbscenter er senere også kommet til.

## Byens udvikling
Landbyen Livingston levede af landbrug og indkrævning af vejafgift af de vejfarende. De vejfarendes ophold i byen blev også udnyttet til at sælge ale og spiritus til de rejsende.
Det nye Livingston blev den fjerde af Skotlands fem "New Towns".
Organisationen "Livingston Development Corporation", eller LDC blev oprettet i 1965 for at sikre den nye bys planlægning og udseende, boligbyggeri, vedligeholde af veje og sikre, at der blev oprettet grønne områder.
LDC's første prioriteter var bolig og uddannelse, de første boligområder var Craigshill, Dedridge og Ladywell og det regionale center i Almondvale. I Craigshill blev skolen Craigshill Secondary Education High School indviet i 1969 og igen nedrevet 1996. I Craigshill blev der bygget et lokalt center med aviskiosker, bank og en lokal brandstation med en tårnrestaurant, som i nutiden er blevet til et stort indkøbscenter.